# Diplodocoider
Diplodocoidea var en av sauropoder bestående superfamilj som innehöll bland de längsta djuren någonsin på denna planet, inkluderat slanka giganter som Supersaurus, Diplodocus, Apatosaurus och Amphicoelias. De flesta av dem hade långa halsar och långa, piskliknande svansar; emellertid är en familj (det vill säga dicraeosauriderna) de enda kända långhalsade dinosaurierna som återutvecklat en kort hals, antagligen en anpassning för att kunna beta på låga höjder. Denna anpassning blev något av extrem hos den högt specialiserade sauropoden Brachytrachelopan.

## Klassificering
Infraordning Sauropoda
- Superfamilj Diplodocoidea
  - Amazonsaurus
  - Rebbachisauroidea
    - Histriasaurus

  - Familj Rebbachisauridae
    - Cathartesaura
    - Limaysaurus
    - Nigersaurus
    - Nopcsaspondylus
    - Rayososaurus
    - Rebbachisaurus

  - Flagellicaudata (pisksvansar)
    - Familj Dicraeosauridae
      - Amargasaurus
      - Brachytrachelopan
      - Dicraeosaurus

    - Suuwassea
    - Familj Diplodocidae
      -  ?Amphicoelias
      - Cetiosauriscus
      - Dinheirosaurus
      - Underfamilj Apatosaurinae
        - Apatosaurus
        - Eobrontosaurus
        - Supersaurus

      - Underfamilj Diplodocinae
        - Barosaurus
        - Diplodocus
        - Seismosaurus